# Schweizer Meisterschaften im Biathlon 2009
Die Schweizer Meisterschaften im Biathlon 2009 fanden am 4. und 5. April 2009 in Realp statt. Sowohl für Männer als auch für Frauen wurden Wettkämpfe im Sprint und in der Verfolgung ausgetragen. Thomas Frei und Selina Gasparin wurden jeweils Doppelsieger.

## Männer

### Sprint 10 km
| Platz | Starter            | Verein                     | Zeit    | Schießfehler |
| ----- | ------------------ | -------------------------- | ------- | ------------ |
| 1     | Thomas Frei        | SC Davos                   | 26:05,4 | 0+3          |
| 2     | Simon Hallenbarter | SC Obergoms-Grimsel        | 26:17,4 | 0+2          |
| 3     | Ivan Joller        | SC Bannalp-Wolfenschiessen | 26:21,4 | 1+1          |
| 4     | Christian Stebler  | SC Bannalp-Wolfenschiessen | 26:33,9 | 2+3          |
| 5     | Claudio Böckli     | SC am Bachtel              | 27:31,5 | 2+2          |
| 6     | Thomas Diezig      | SC Gardes-Frontière        | 28:04,6 | 1+5          |
| 7     | Gion-Andrea Bundi  | TG Hütten                  | 28:18,4 | 1+5          |
| 8     | Georg Niederberger | SC Dallenwil               | 30:01,1 | 1+3          |
| 9     | Karl Haller        | Biathlonclub Alpstein      | 37:42,4 | 2+3          |
| 10    | Lothar Mock        | Biathlonclub Alpstein      | 37:58,2 | 4+3          |
| 11    | Thomas Arregger    | Biathlonclub Alpstein      | 38:54,8 | 3+1          |

Datum: 4. April 2009
Nicht am Start waren Beat Inderbitzin (SC am Bachtel) und Toni Livers (SC Gardes-Frontière).
Bei den Junioren siegte Mario Dolder (LG Lausen) vor Benjamin Weger (SC Obergoms-Grimsel) und Sébastien Testuz (SC Bex).

### Verfolgung 12,5 km
| Platz | Starter            | Verein                     | Zeit      | Schießfehler |
| ----- | ------------------ | -------------------------- | --------- | ------------ |
| 1     | Thomas Frei        | SC Davos                   | 34:44,8   | 1+1+1+0      |
| 2     | Simon Hallenbarter | SC Obergoms-Grimsel        | 35:35,2   | 2+1+2+1      |
| 3     | Ivan Joller        | SC Bannalp-Wolfenschiessen | 35:51,9   | 0+1+1+1      |
| 4     | Christian Stebler  | SC Bannalp-Wolfenschiessen | 36:08,8   | 1+4+0+2      |
| 5     | Claudio Böckli     | SC am Bachtel              | 37:17,1   | 0+2+0+2      |
| 6     | Thomas Diezig      | SC Gardes-Frontière        | 40:31,8   | 1+0+5+3      |
| 7     | Gion-Andrea Bundi  | TG Hütten                  | 41:44,8   | 2+3+3+3      |
| 8     | Lothar Mock        | Biathlonclub Alpstein      | 1:05:24,9 | 3+2+4+4      |
| 9     | Karl Haller        | Biathlonclub Alpstein      | 1:06:49,9 | 1+2+3+4      |
| 10    | Thomas Arregger    | Biathlonclub Alpstein      | 1:10:14,3 | 4+2+5+2      |

Datum: 5. April 2009
Bei den Junioren siegte Benjamin Weger (SC Obergoms-Grimsel) vor Mario Dolder (LG Lausen) und Gaspard Cuenot (SC La Brévine).

## Frauen

### Sprint 7,5 km
| Platz | Starter              | Verein              | Zeit    | Schießfehler |
| ----- | -------------------- | ------------------- | ------- | ------------ |
| 1     | Selina Gasparin      | SC Gardes-Frontière | 22:59,9 | 1+1          |
| 2     | Anna-Lena Fankhauser | SC am Bachtel       | 29:06,8 | 0+2          |
| 3     | Doris Trachsel       | SC Plasselb         | 29:17,2 | 2+5          |

Datum: 4. April 2009
Bei den Juniorinnen siegte Elisa Gasparin (SC Bernina Pontresina) vor Stephanie Schnydrig (SC Obergoms-Grimsel) und Irene Cadurisch (Club da Skis Segl).

### Verfolgung 10 km
| Platz | Starter              | Verein              | Zeit    | Schießfehler |
| ----- | -------------------- | ------------------- | ------- | ------------ |
| 1     | Selina Gasparin      | SC Gardes-Frontière | 33:46,0 | 1+1+0+1      |
| 2     | Doris Trachsel       | SC Plasselb         | 48:49,2 | 3+4+3+3      |
| 3     | Anna-Lena Fankhauser | SC am Bachtel       | 51:39,3 | 1+2+3+1      |

Datum: 5. April 2009
Bei den Juniorinnen siegte Elisa Gasparin (SC Bernina Pontresina) vor Irene Cadurisch (Club da Skis Segl) und Stephanie Schnydrig (SC Obergoms-Grimsel).